# Volkswagen Caddy
Volkswagen Caddy er en modelbetegnelse for flere forskellige vare- og personbilmodeller fra Volkswagen Erhvervsbiler.

## Modelhistorie
Den første generation (14D) af Caddy var en pickup på basis af Volkswagen Rabbit, som oprindeligt var beregnet til det nordamerikanske marked. Modellen blev præsenteret i 1978, og bygget fra 1979 til 1993. LAV-udgaven af anden generation (9KV) var baseret på SEAT Inca, som den kun adskilte sig fra med den modificerede front, og blev bygget mellem slutningen af 1995 og midten af 2003. Mellem midten af 1996 og slutningen af 2000 blev Škoda Felicia Pickup solgt som Volkswagen Caddy (9U). I slutningen af 2003 kom Caddy (2K) på basis af Golf V på markedet.

## Særlige kendetegn
Caddy har i løbet af sin levetid været baseret på flere forskellige modeller fra Volkswagen-koncernen. Dermed var den første generation baseret på Golf I, og modellerne 9U og 9KV på modeller fra hhv. Škoda Auto og SEAT. Med Caddy (2K) i 2003 gik man tilbage til Golf som forbillede. Bemærkelsesværdigt er det, at Caddy (9U) var baseret på Škoda Favorit/Felicia, som blev udviklet af Škoda før overtagelsen af Volkswagen, og dermed ikke var baseret på nogen Volkswagen-platform.

## Navn
Oprindeligt hed Caddy (14D) "Volkswagen Rabbit Pickup". Med modellens europæiske introduktion blev navnet ændret til Caddy.

## Produktionssteder
Caddy (14D) blev mellem 1979 og 1993 fremstillet på Volkswagens fabrik i Westmoreland (Pennsylvania, USA). Til Europa blev modellen produceret hos TAS i Sarajevo; denne produktion måtte dog indstilles i 1992 på grund af Krigen i Bosnien-Hercegovina. Modellen blev frem til 2007 bygget sideløbende med Golf I i Sydafrika.
Caddy (9KV) blev sammen med søstermodellen SEAT Inca fremstillet hos SEAT i Martorell, Spanien, mens model 9U sideløbende med Škoda Felicia Pickup blev fremstillet hos Škoda Auto i Kvasiny, Tjekkiet.
Alle Caddy'er af den aktuelle generation (2K) bliver produceret i Poznań, Polen.

## Byggeserier
- Caddy (14D)
(1979−1993)
- Caddy (9KV) 
(1995−2003)
- Caddy (9U) 
(1996−2000)
- Caddy (2K) 
(2003−2020)
- Caddy (SB) 
(2020−)